# Cifuentes
Cifuentes (spanskt uttal: [θiˈfwen.tes]) är en ort och kommun i provinsen Guadalajara i den autonoma regionen Kastilien-La Mancha i centrala Spanien. Orten ligger cirka 49 kilometer nordost om Guadalajara. Kommunen har 1 701 invånare (2024), på en yta av 220,23 km².

## Etymologi
Namnet Cifuentes dyker upp under 1200-talet och refererar till kombinationen  av  cien och fuentes, dvs cien (”hundra”) i betydelsen ”stor kvantitet” och ”fuentes" (”källor”), som syftar på floden Cifuentes källa vid orten.

## Historia
Cifuentes ursprung går tillbaka, på samma sätt som många andra av traktens samhällen, till tiden för återerövringen av Taifa de Toledo av de kristna i Kastilien, vid 1000-talets slut. Under 1100-talet, då Cuenca återerövrades, blev staden säte för biskopen, och kom att växa och förvandlas till den största stadskärnan i trakten.

## Geografi
Cifuentes ligger i den centrala delen av provinsen, i ett naturområdet La Alcarria, på gränsen till Meseta Central. Kommunen är den femte största till ytan i provinsen Guadalajara. Den består av orten Cifuentes och omgivande landsbygd som omfattar tio andra orter.

## Orter
Orter (núcleos) i kommunen Cifuentes (inom parentes invånarantal 1 januari 2023):

- Carrascosa de Tajo (19)
- Cifuentes (1 304)
- Gárgoles de Abajo (88)
- Gárgoles de Arriba (98)
- Gualda (28)
- Huetos (15)
- Moranchel (36)
- Oter (10)
- Ruguilla (36)
- Sotoca de Tajo (5)
- Val de San García (1)

## Kultur och samhälle
Den 14 september äger en lokal fest rum till ära för stadens skyddshelgon Santísimo Cristo de la Misericordia. Det firas med en tjurrusning på landsbygden som turistmässigt är av provinsiellt intresse.
Tidigare hade man en gång per år en boskapsmarknad, med betydelse för trakten, som sammanföll med 28 oktober, då helgonen Simon och Judas firas. Nu för tiden har man återuppväckt detta firande, trots att aktiviteterna idag rör sig runt hantverk och ett värdesättande av ett liv som härstammar från en annan epok.
Cifuentes var födelseplatsen för Diego de Landa, en person med stor betydelse för Mexikos historia, speciellt på Yucatánhalvön. På orten föddes också prinsessan av Éboli och orten var en plats som Camilo José Cela passerade på sin berömda Resa till Alcarria. 1994 besöktes orten av Spaniens kungapar som invigde skolåret.

## Bildgalleri

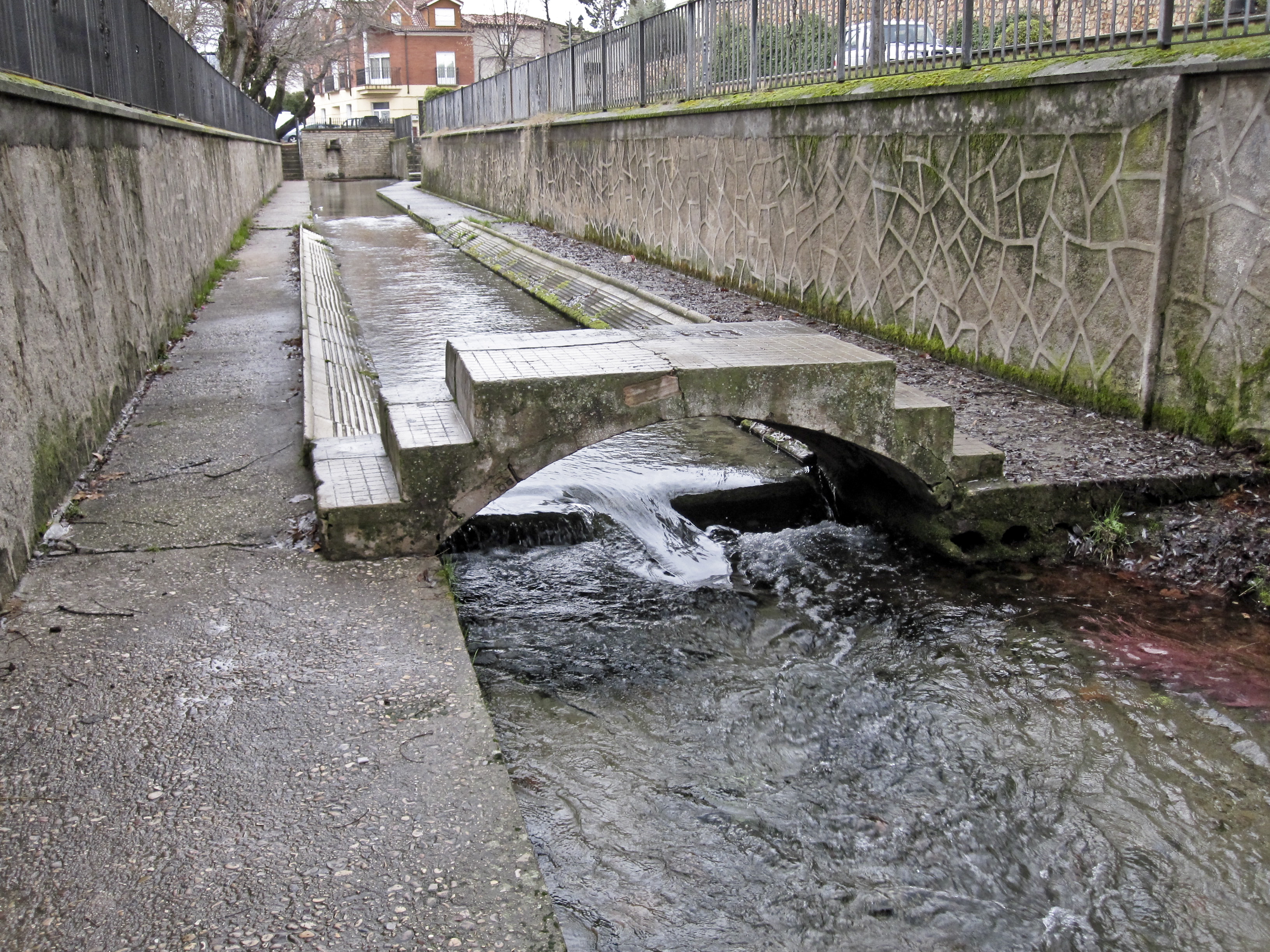
Floden Cifuentes källa.
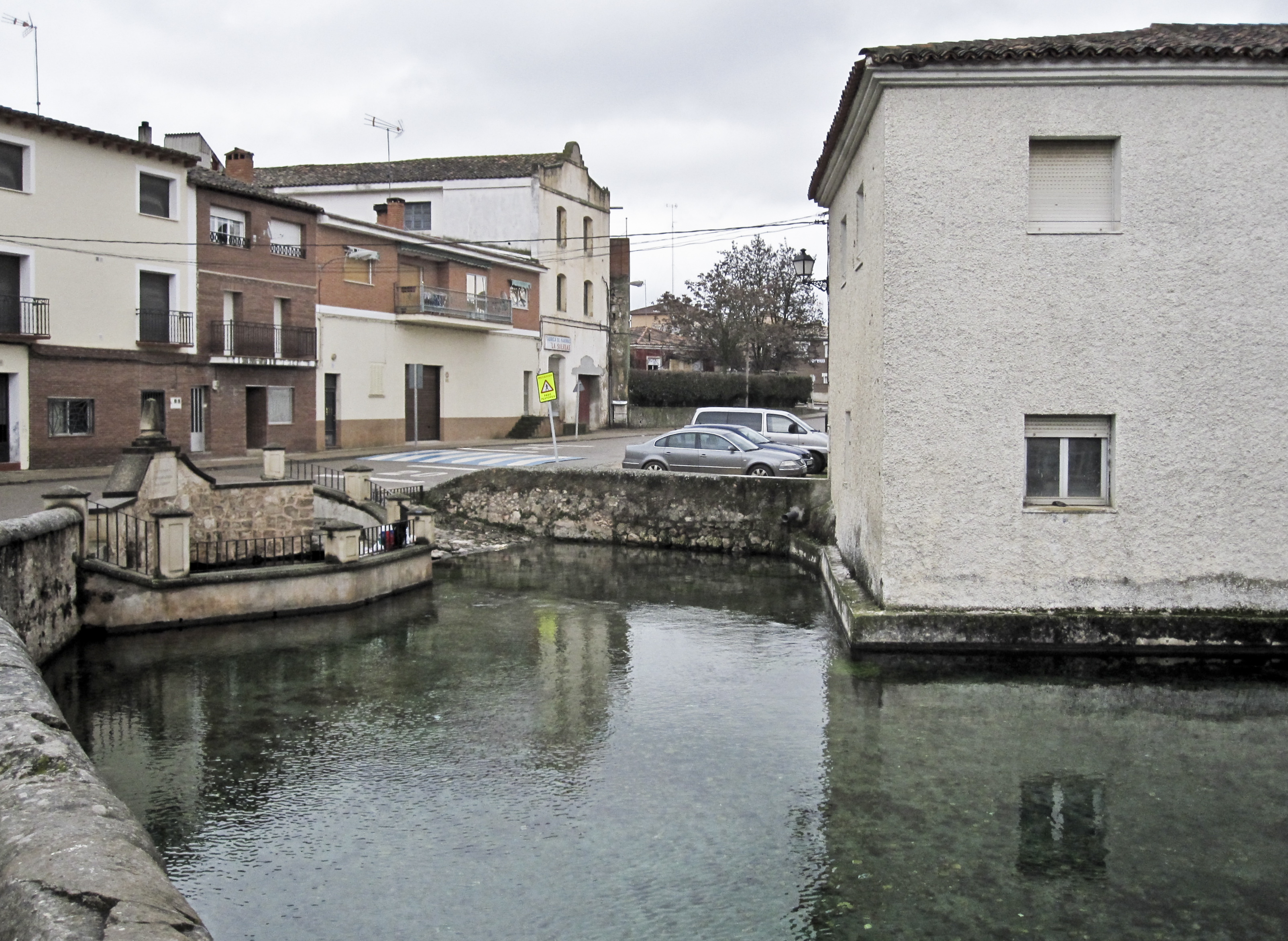
En av flera vattensamlingar i Cifuentes där vatten rinner upp.
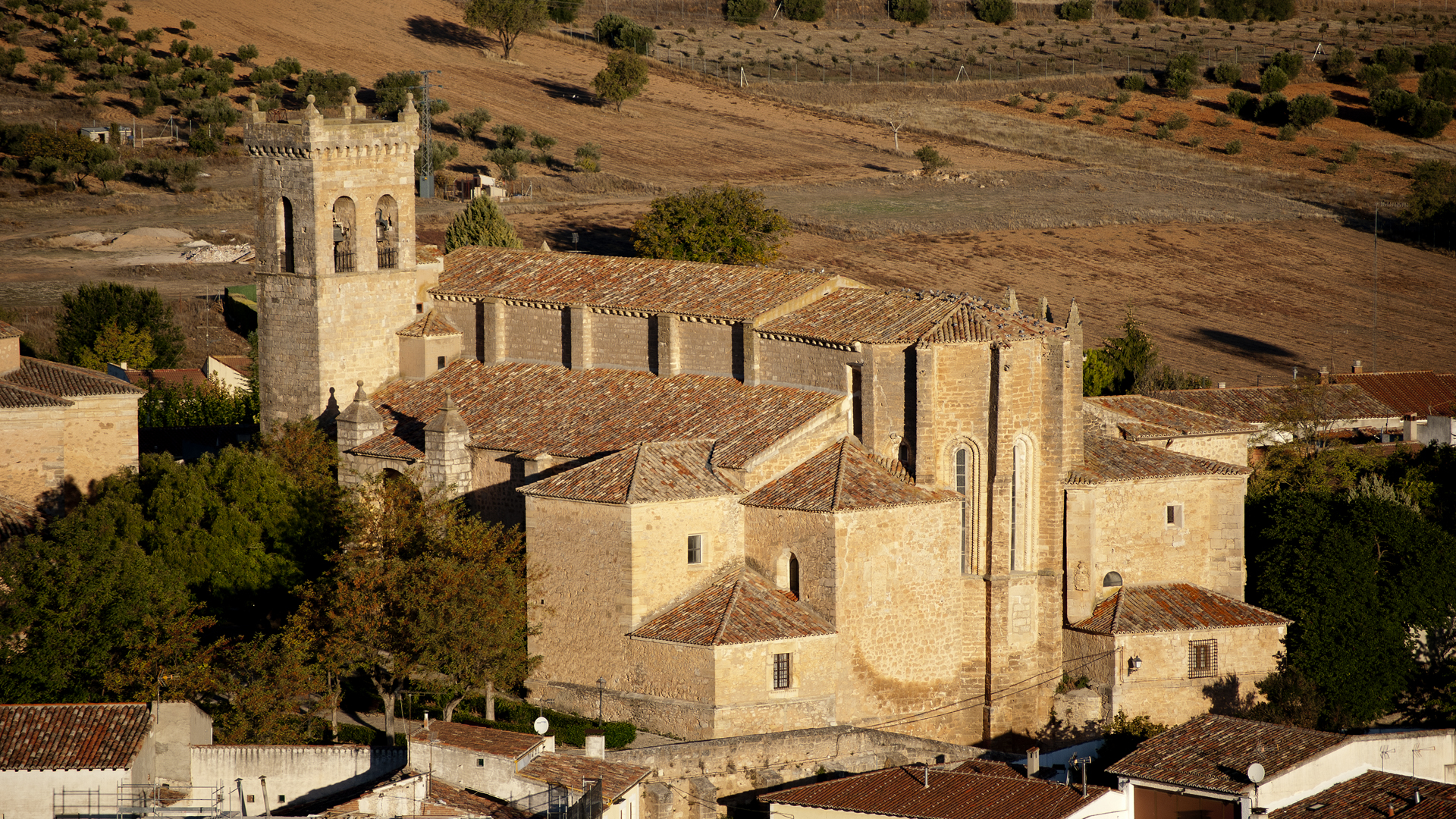
Iglesia de San Salvador.